# 青云店镇
青云店镇是中国北京市大兴区下辖的一个镇，位于华北平原西北部边缘。

## 历史
1949年至1954年，大兴县政府曾驻青云店。
2000年，垡上乡并入青云店镇。

## 行政区划
青云店镇下辖49个村委会：青云店一、青云店二村一、青云店二村三、青云店三村一、青云店三村二、青云店三村三、青云店四、青云店五、青云店六、东鲍辛庄、西鲍辛庄、尚庄、沙子营、太平庄、马凤岗、顾庄、大谷店、小谷店、西杭子、东店、老观里、东辛屯、大回城、东回城、沙堆营、东大屯、中大屯、西大屯、垡上营、解州营、霍州营、孝义营、石州营、曹村、北店、北辛屯、南大红门、东赵、北野场、小铺头、枣林、寺上、大张本庄、小张本庄、泥营、高庄、垡上、杨各庄、东孙。